# Мексиканский референдум по коррупционным делам (2021)
Референдум в Мексике по коррупционным делам проходил 1 августа 2021 года и был проведён для определения того, могут ли бывшие президенты быть привлечены к ответственности за коррупцию. Референдум был предложен действующим президентом Андресом Мануэлем Лопесом Обрадором в 2020 году.

## Критика

Эмблема референдума

Референдум обошёлся Мексике в 528 млн. песо — 25 млн долларов США. Плебисцит был раскритикован журналистами как бессмысленный, поскольку экс-президенты могли быть привлечены к ответственности за любое преступление, как и любое другое лицо. По словам же Лопеса Обрадора, экс-президентов нельзя судить из-за статьи 108 Конституции Мексики, и её необходимо изменить. В статье говорится: «Президенту республики в течение срока его полномочий может быть предъявлен импичмент только за государственную измену и тяжкие общеуголовные преступления».
До референдума Луис Эчеверриа, президент с 1970 по 1976 год, был единственным бывшим должностным лицом, которого судили по обвинению в геноциде. В 2006 году он признал себя виновным в своей причастности к расстрелу студентов в Тлателолко 1968 года и резня Тела Христова 1971 года. К 2009 году он был освобождён от предъявленных обвинений.

## Результаты
На референдуме было подано 6 663 208 голосов при явке 7,11 %. Для признания результатов референдум требовалась явка по крайней мере 40 % зарегистрированных избирателей, примерно 37 миллионов голосов. Причинами провала референдума назывались слишком сложная и витиеватая формулировка вопроса, а также очередная волна коронавирусной пандемии в Мексике, хотя до 96 % из пришедших на референдум проголосовали «за».